# Вообрази: Как работает креативность
Вообрази: Как работает креативность (англ. Imagine: How Creativity Works) — научно-популярная книга Джона Лерера, изданная в 2012 году на английском языке в издательстве Houghton Mifflin Harcourt, посвящена вопросам природы творчества и нейропсихологии. На русский язык была переведена и издана в 2013 году.

## Содержание
Автор книги американский журналист Джона Лерер, получивший высшие образование в области нейропсихологии в Колумбийском университете.
Лерер, в своей книге, пытается ответить на два главных вопроса. Что заставляет загораться «лампочку творчества» над чьей-то головой?, и Что является катализатором революционных изобретений и инновационных прорывов?
По ходу повествования он пытается объяснить как наука о мозге может объяснить состояние ума. Согласно мнению автора, существует большая разница между объяснением, например, того, что зеркальные нейроны лежат в основе подражательных рефлексов, и предположением, исходя из этого, что зеркальные нейроны являются мозговой основой для эмпатии. Эмпатия возникает не просто как зеркальное отражение желания. Она включает в себя оценку характера и социальное суждение. Чтобы описать нейронные корреляты эмпатии, необходимо описать нейронные корреляты не одного, а нескольких когнитивных и эмоциональных процессов.
Автор задаётся вопросом, если трудно приписать конкретные нейронные схемы эмпатии или психопатии, то как быть с ещё более изменчивыми понятиями, такими как любовь, или зло.
По ходу повествования автор описывает креативную работу мозга на примерах знаменитостей, создававших свои творения. Фактически он пишет истории болезни. Будь то изобретение нового средства для мытья полов или то, как Боб Дилан написал песню «Like a Rolling Stone». Описывая не выдуманные истории о художниках, дизайнерах, музыкантах, спортсменах и предпринимателях, у читателя создаётся впечатление, что он досконально знает процессы соединения и рекомбинации, которые происходили, когда они совершали прорывные открытия. Определение творчества кажется достаточно чётким, чтобы оправдать введение некоторых нейронных коррелятов.
Автор объясняет, как работает творческий ум, даёт базовое представление о работе мозга. И тот факт, что он не может предложить модель того, как эти два явления в конечном итоге сливаются воедино, то это потому, что у нейронауки пока нет такой модели.